# Зейский разъезд
Зейский разъезд (или Зейские мосты) — упразднённый железнодорожный блокпост в Серышевском районе Амурской области России. Исключен из учётных данных в 1977 году.

## География
Железнодорожный блокпост располагался между падями Девиха и Иванова у железнодорожного остановочного пункта Зейский, на расстоянии примерно 4,5 километра (по прямой) к северо-западу от села Белоногово.

## История
Решением Амурского исполкома от 30 декабря 1977 года № 522, железнодорожный блокпост Зейский разъезд исключен из учётных данных как населённый пункт служебного значения.